# Ben Haenow
Benjamin Bernard Haenow (Croydon, 6 gennaio 1985) è un cantante britannico.
Ha raggiunto la notorietà nel 2014 vincendo l'undicesima edizione del noto talent show The X Factor e pubblicando nel dicembre dello stesso anno il suo singolo di debutto, una cover di Something I Need dei One Republic, che ha raggiunto la vetta delle classifiche del Regno Unito.

## Biografia
Haenow è nato nel 1985 a Croydon, Inghilterra. All'età di quattro anni, i suoi genitori, Mick e Rosanna, si separarono costringendo alla madre a portare avanti tre lavori. Ha un fratello maggiore di nome Alex. All'età di 14 anni, Ben ha sofferto di depressione.
Haenow ha cantato nelle band da quando aveva 15 anni e nel 2006 ha formato una band rock and roll, i The Lost Audio, con suo fratello. Prima di partecipare a X Factor, era un autista di furgoni.

## Carriera
Il 26 giugno 2014, Haenow partecipa all'audizione a Newcastle per l'undicesima edizione della versione inglese del talent show X Factor cantando Ain't No Sunshine di Bill Whiters ricevendo quattro "sì". Quindi successivamente entra nel cast della trasmissione nella categoria "Over 25", capitanata da Simon Cowell. Dopo essere proclamato il dicembre dello stesso anno vincitore del programma, è pubblicato, per l'etichetta discografica Syco, il suo singolo di debutto, Something I Need, cover della canzone dei One Republic, insieme alle sue miglior esibizioni tra le quali Jealous Guy, Highway to Hell e Man in the Mirror. Quando la canzone entra nelle classifiche irlandesi, ottiene tuttavia il secondo posto, dietro a Uptown Funk di Mark Ronson, rendendo Haenow il primo vincitore di X Factor a non aver raggiunto il primo posto in nove anni. Quando il 21 dicembre entra nelle classifiche inglese raggiunge invece il primo posto vendendo 214,000 copie la prima settimana diventando il secondo singolo dell'anno ad aver venduto più velocemente dietro le 313,00 copie di Do They Know It's Christmas di Band Aid 30 rilasciato il novembre 2014.
Il 6 gennaio 2015, trentesimo compleanno di Haenow, annuncia di aver firmato per Syco e al momento si trova a Los Angeles per registrare il suo album di debutto.
Il 16 ottobre rilascia il singolo Second Hand Heart, in collaborazione con la cantante Kelly Clarkson.

## Discografia

### Singoli
- 2014 – Something I Need
- 2015 - Second Hand Heart (con Kelly Clarkson)